# Tadeusz Obłąk
Tadeusz Obłąk (ur. 25 marca 1922 w Borzęcinie, zm. 18 lipca 2006 w Mediolanie) – polski jezuita prowadzący przez 50 lat pracę misyjną w Japonii. 

## Życiorys
Był bratem Jana Obłąka późniejszego biskupa warmińskiego. Po wojnie zdał maturę w Tarnowie i w sierpniu wstąpił do zakonu jezuitów. Odbył nowicjat w Starej Wsi koło Brzozowa, następnie studiował filozofię w Krakowie i teologię w Warszawie.
Do zakonu jezuitów wstąpił w 1945. Święcenia kapłańskie przyjął w Warszawie z rąk kardynała Stefana Wyszyńskiego 23 sierpnia 1953, na miesiąc przed aresztowaniem prymasa. Studiował prawo kanoniczne na Papieskim Uniwersytecie Gregoriańskim w Rzymie.
Na misję do Japonii wyjechał w 1956 roku. Wykładał prawo kanoniczne na jezuickim Uniwersytecie Sophia w Tokio. W Japonii pełnił funkcję oficjała sądu biskupiego oraz duszpasterza Polonii w stolicy kraju. Został odznaczony Krzyżem Oficerskim I Klasy. 
Podczas wizyty  Jana Pawła II w Japonii w 1981 był jego tłumaczem. 
Zmarł nagle 18 lipca 2006 na lotnisku w Mediolanie, w drodze do Polski. Spoczywa w zakonnym grobowcu na Cmentarzu Rakowickim w Krakowie.